# Shadows of...

Shadows of... est le deuxième album du groupe de rock indépendant The Waxwings, sorti le 11 juillet 2002.

## Historique
Il fut enregistré aux Terrarium Studios, sur le label Bobsled Records. L'album enregistra des ventes très médiocres, conduisant leur label à les mettre à la porte. En effet le directeur de ce label, Bob Salerno, leur expédia une lettre remplie d'injures. Cette lettre fut publiée par le groupe sur un site de divertissement.
C'est aussi à la suite de cet album que Dominic Romano, alors guitariste de la formation, décide de se marier et, de ce fait, de quitter le groupe. C'est une mauvaise période pour le groupe qui perd un guitariste et son label.
Les Detroit News ont déclaré à propos de cet album : "45:33 d'une brillance absolue".

## Liste des titres
1. Wired That Way
2. Clouded Over
3. Look Down Darkly
4. Rifle Through
5. Blur To Me
6. Almost All Day
7. Fractured
8. Brilliant Gray
9. Crystalized
10. Into Tomorrow
11. What Is Needed Now